# 九二四空戰
九二四空戰，指1958年9月24日，中華民國國軍在浙江、福建、广东上空和中国人民解放軍爆發的空戰，是1958年台海空战中的十三次战斗之一。其中在溫州灣上方爆發的空戰則是世界上第一場使用空對空飛彈的空戰，也是AIM-9响尾蛇导弹的首次实战。
此次空战中，双方出动战机共500多架次。与其它台海空战类似，双方公开战果相互矛盾。中華民國國軍方面称，F-86軍刀戰鬥機用AIM-9響尾蛇飛彈及50機砲至少擊落9架解放軍的米格17戰機。中国人民解放军方面称，解放军海航飞行员王自重单机与中华民国空军十二架战机相遇，击落两架敌机后，被AIM-9響尾蛇飛彈击落。

## 经过
9月24日，中华民国空军出动3个大队共300多架次战机，挂载AIM-9响尾蛇导弹，从空軍桃園基地起飞，前往广东、福建、浙江上空出战。随后，中国人民解放军福州军区空军司令聂凤智中将下令，让在汕头、福州、漳州和连城的战机升空，赶赴泉州空域。中国人民解放军福州军区空军司令部指挥所所长陈旭之在日记中记载，从三都澳到汕头，几百公里长、几千公尺到上万公尺高的空域内，出现了近500架飞机，双方的战机都能清楚地看到对方。
由于响尾蛇导弹的发射需要安全距离，解放军空军下令围住中华民国空军战机，阻止他们发射导弹。
在溫州灣，中華人民共和國宣稱中国人民解放军海军航空兵飞行员王自重的飞机在落单后，被中华民国空军飞机包围。在击落了2架飛機之後，他的战机被导弹击中，后被确认阵亡。
而中華民國空軍則宣稱第十一大隊的18架F-86F戰機在溫州灣掩護RF-84F偵察機執行偵察任務時，遭到MiG-17攔截，之後雙方隨即爆發空戰，而空戰的結果為9架MiG-17被確認擊落，2架可能被擊落，1架可能被擊傷

## 后续
9月30日，《人民日报》头版刊发了新华社29日电讯稿《美国侵略者指使蒋机使用“响尾蛇”导弹》，随文还刊登了5幅“响尾蛇”导弹残骸照片。
时任解放军空军司令刘亚楼上将注意到了响尾蛇导弹红外线灵敏度不高、没有敌我识别系统的弱点；随后他提请国防部第五研究院（负责航天科技研究和发展）研究3枚未爆炸的响尾蛇导弹。
2022年11月底，中華民國924空戰英雄，也是最後一位原在世飛官李載權離世。